# 鬱金香星雲
鬱金香星雲（Tulip Nebula），或稱為 Sharpless 101（Sh2-101）、Cygnus Star Cloud，是一個位於天鵝座的發射星雲。該星雲因為在攝影後外觀與鬱金香相似而得名，距離地球約6000光年。
從地球上看鬱金香星雲可看到它在天球上接近第一個被認為是黑洞的微類星體天鵝座X-1。天鵝座X-1是本條目影像中在垂直方向接近星雲右方的兩顆星中較亮者（偏下方）。

## 外部連結
- Sharpless Catalog （页面存档备份，存于）